# Перт-Ембой
Перт-Ембой; Перт-Амбой (англ. Perth Amboy) — місто (англ. city) в США, в окрузі Міддлсекс штату Нью-Джерсі. Місто входить до складу Нью-Йоркської агломерації. Населення — 55 436 осіб (2020).
Відоме як «місто біля затоки» — знаходиться на березі затоки Рарітан, розташоване у смузі вологого субтропічного клімату.
Перт-Амбой межує з містом Саут-Амбой (South Amboy) по річці Рарітан, на північ і захід — з тауншипом Вудбрідж, з північного заходу по річці Рарітан — із Сайревіллом, округом Стейтен-Айленд — зі сходу через протоку «Arthur Kill».
Планове місто Гарбортаун знаходиться в зоні на узбережжі, де розвиваються таун-гауси, будівництво розпочали 1987 року.

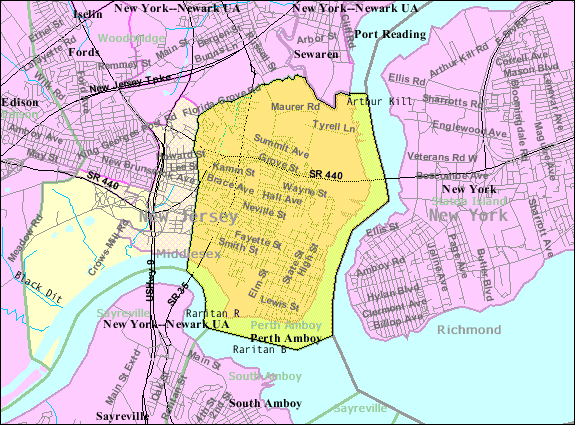
Детальніше місцерозташування

## Історія

Округ Міддлсекс та Порт-Амбой

1684 року на території теперішнього міста з'явилися перші поселенці-шотландські колоністи, ту місцину ленапе іменували «на рівному місці». Новостворене поселення було пойменовано на честь Джеймса Драммонда, 4-го графа Пертського «Новий Перт». Колоністи були завербовані заселити території Східної колонії Джерсі, корті належали Роберту Барклаю, одному із перших квакерів. Статус міста Перт-Амбой отримав згідно королівської хартії 1718 року, підтверджено 1784-го законодавством Нью-Джерсі. 21 лютого містечко зареєстроване в числі 104-х перших містечок Нью-Джерсі.
Протягом 1686—1776 років Перт-Амбой був столицею провінції Нью-Джерсі — в останні роки — з Бурлінгтоном; 1684-го став центром Східного Джерсі та був таким до 1702-го, коли відбулося об'єднання із Західним Джерсі. Чимало будівель від тих часів збереглися в сучасному центрі міста Перт-Амбой.
1714 року в будівлі суду відкрито мерію, будова пережила 2 пожежі — 1731 й 1764 років. За колоніальних часів та ще довго по них місто було зупинною станцією для мандрівників між Нью-Йорком та Філадельфією — місто знаходилося біля поромної переправи з сучасного міста Стейтен-Айленд, регулярна поромна переправа почала діяти з 1708 року. Важливість поромна переправа втратила після відкриття 1928 року мосту Аутербрідж Кроссінг («Outerbridge Crossing»). 1963 року пором перестав здійснювати перевезення. 1998 року пором «Perth Amboy Ferry Slip» відновлений у виді 1904 року та використовується як музей.
До середини 19 століття імміграція та індустріалізація змінила обличчя міста Перт-Амбой. В місті працювали такі фабрики, як «A. Hall and Sons Terra Cotta», «Guggenheim and Sons» та чимало інших, що давало заробіток жителям Перт-Амбой та околиць. Додаткове зростання почалося після відкриття 1846 року залізниці Lehigh Valley Railroad, у місті був перевалочний пункти по відвантаженню вугілля. З'явилися етнічні квартали, такі як «Будапешт», «Дублін», «Чікентаун», на заводах міста працювали емігранти з Європи. В кінці 19 століття у околицях почали видобувати глину та з'являються виробництва, пов'язані із її обробкою.
1903 року Публічна бібліотека Перт-Амбой стала першою бібліотекою Карнегі, це стало можливим завдяки грантам Ендрю Карнеґі та пожертвам благодійників.
1923 року місто збурилося протестами, коли там хотіли провести зустріч представники Ку-клукс-клану.
На початку 1990-х років в місті почалася перебудова, перевага віддавалася малим закладам-зони міського підприємства, відновлювалася берегова зона, розширилися парки та відпочинкові зони.

## Географія
Перт-Амбой розташований за координатами 40°31′13″ пн. ш. 74°16′17″ зх. д. / 40.52028° пн. ш. 74.27139° зх. д. (40.520160, -74.271331). За даними Бюро перепису населення США в 2010 році місто мало площу 15,43 км², з яких 12,18 км² — суходіл та 3,25 км² — водойми.

### Клімат
| Клімат : Перт-Амбой   | Клімат : Перт-Амбой | Клімат : Перт-Амбой | Клімат : Перт-Амбой | Клімат : Перт-Амбой | Клімат : Перт-Амбой | Клімат : Перт-Амбой | Клімат : Перт-Амбой | Клімат : Перт-Амбой | Клімат : Перт-Амбой | Клімат : Перт-Амбой | Клімат : Перт-Амбой | Клімат : Перт-Амбой | Клімат : Перт-Амбой |
| Показник              | Січ.                | Лют.                | Бер.                | Квіт.               | Трав.               | Черв.               | Лип.                | Серп.               | Вер.                | Жовт.               | Лист.               | Груд.               | Рік                 |
| Середній максимум, °C | 3,9                 | 6,1                 | 11,1                | 17,8                | 23,3                | 28,3                | 30,6                | 29,4                | 25,6                | 18,9                | 12,8                | 6,1                 | 17,9                |
| Середній мінімум, °C  | −5                  | −3,9                | 0,0                 | 5,0                 | 10,0                | 15,6                | 18,3                | 17,8                | 13,3                | 7,2                 | 2,2                 | −2,2                | 6,6                 |
| Норма опадів, мм      | 92                  | 78                  | 105                 | 102                 | 107                 | 107                 | 140                 | 95                  | 116                 | 107                 | 98                  | 102                 | 1248                |
| --------------------- | ------------------- | ------------------- | ------------------- | ------------------- | ------------------- | ------------------- | ------------------- | ------------------- | ------------------- | ------------------- | ------------------- | ------------------- | ------------------- |
| Джерело:              |                     |                     |                     |                     |                     |                     |                     |                     |                     |                     |                     |                     |                     |

## Демографія
Згідно з переписом 2010 року, у місті мешкало 50 814 осіб у 15 419 домогосподарствах у складі 11 454 родин. Було 16556 помешкань
Расовий склад населення:
| - 50,3 % — білих - 10,5 % — чорних або афроамериканців - 1,7 % — азіатів - 1,1 % — корінних американців - 0,1 % — вихідців з тихоокеанських островів - 30,8 % — осіб інших рас |

До двох чи більше рас належало 5,6 %. Частка іспаномовних становила 78,1 % від усіх жителів.
За віковим діапазоном населення розподілялося таким чином: 27,3 % — особи молодші 18 років, 63,4 % — особи у віці 18—64 років, 9,3 % — особи у віці 65 років та старші. Медіана віку мешканця становила 32,4 року. На 100 осіб жіночої статі у місті припадало 97,3 чоловіків; на 100 жінок у віці від 18 років та старших — 94,3 чоловіків також старших 18 років.
Середній дохід на одне домашнє господарство становив 58 001 долар США (медіана — 44 024), а середній дохід на одну сім'ю — 61 317 доларів (медіана — 49 140). Медіана доходів становила 40 062 долари для чоловіків та 30 175 доларів для жінок. За межею бідності перебувало 22,8 % осіб, у тому числі 30,4 % дітей у віці до 18 років та 21,5 % осіб у віці 65 років та старших.
Цивільне працевлаштоване населення становило 22 483 особи. Основні галузі зайнятості: освіта, охорона здоров'я та соціальна допомога — 17,9 %, транспорт — 15,1 %, виробництво — 13,1 %, роздрібна торгівля — 12,7 %.

## Персоналії
- Флора Паркер Де Гейвен (1883—1950) — американська кіноакторка.
- Срібний Юрій Васильович — доктор права, адміністративний сотник армії УНР, засновник товариства «Сокіл» на Надвірнянщині.

## Українська діаспора
У місті діє Українська католицька школа Успіння Пресвятої Богородиці, яку відвідав в листопаді 2015 року Глава Української Греко-Католицької Церкви Блаженніший Святослав під час візиту до Вашингтона, де він з предстоятелями інших Церков освятив пам'ятник жертвам Голодомору.